# Grodziec (województwo wielkopolskie)

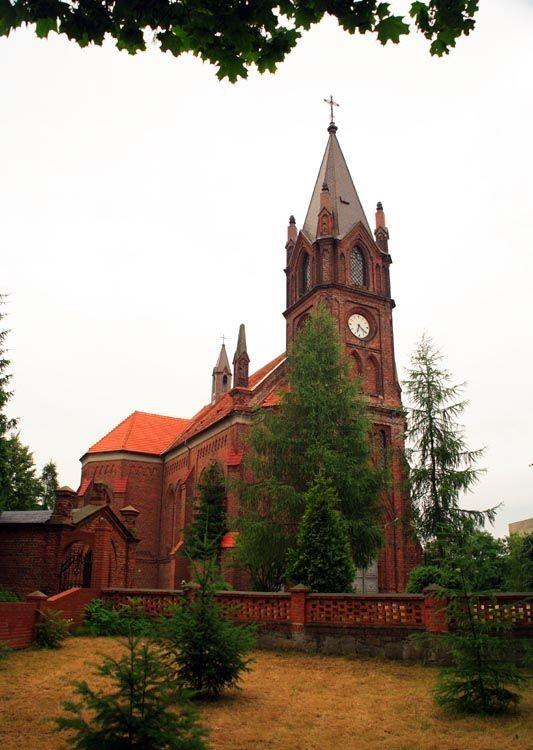
Kościół św. Wojciecha Biskupa i Męczennika w Grodźcu

Grodziec – wieś w Polsce położona w województwie wielkopolskim, w powiecie konińskim, sołectwo gminy Grodziec.
W latach 1954–1972 wieś należała i była siedzibą władz gromady Grodziec. W latach 1975–1998 miejscowość administracyjnie należała do województwa konińskiego.
Miejscowość jest siedzibą gminy Grodziec.
W 2014 liczyła 1668 mieszkańców.

## Historia
Pierwsze wzmianki archiwalne o istnieniu wsi pochodzą z 1394, kiedy była własnością Jana de Lichin. Potem przeszła w posiadanie Grodzieckich (1488–1586). Przez kolejne lata aż do 1639 jest w rękach Ciświckich, następnie Jaskólskich, A. Kożuchowskiego i innych. Od roku 1872 Grodziec był własnością rodu Kwileckich.
W drugiej połowie XVII wieku we wsi funkcjonowała kuźnica. Produkcja kuźnicy była oparta na miejscowych złożach rudy darniowej, której pokłady występują w okolicach Grodźca.
Pierwsi ewangelicy (olędrzy) pojawili się we wsi na początku lat 70. XVIII wieku, na zaproszenie kasztelana sieradzkiego i miecznika wieluńskiego Józefa Wężyka herbu Wąż, właściciela dóbr grodziecko-królikowskich. W styczniu 1797 na mocy porozumienia między właścicielem dóbr grodzieckich hrabią Franciszkiem Stadnickim i przedstawicielami okolicznych wsi, założonych po 1772 na prawie olęderskim (Borowiec, Konary, Grądy, Wielołęka, Orlina i Białobłoty), erygowano parafię ewangelicką. Dziedzic zobowiązał się do przekazania gruntu i dostarczenia budulca pod budowę świątyni, szkoły i pastorówki oraz przekazywać na potrzeby pastora coroczny deputat w naturze (zboże, drewno, piwo), zastrzegając dla siebie prawo opiniowania kolejnych duszpasterzy parafii.
Pierwszy kościół pod wezwaniem Piotra i Pawła, ukończono wraz z drewnianą pastorówką, domem kantora i budynkami gospodarczymi w roku 1803. W 1834 podjęto decyzję o budowaniu bardziej okazałego kościoła. Kamień węgielny wmurowano 9 sierpnia 1846 roku z udziałem superintendenta diecezji kaliskiej A. von Modla. Pierwsze nabożeństwo odbyło się w Święto Zesłania Ducha Świętego w 1852 r. Pastorem był wówczas ks. Karl F. Orive (+1876r.) ze Stawiszyna. Budowę ukończono we wrześniu 1866 roku, a w miejscu po rozebranym starym kościele wybudowano nową pastorówkę i kantorówkę.
W czasie okupacji niemieckiej miejscowość nosiła nazwę Großdorf. W 1940 roku Niemcy utworzyli we wsi getto dla Żydów z ówczesnego powiatu konińskiego. Przebywało w nim około 2000 osób. Część z nich wywieziono w marcu 1941 roku do Generalnej Guberni, a pozostałych, w październiku 1941 roku, okupanci niemieccy zamordowali w Lesie Rudzickim.
Na przełomie 1942 i 1943 roku Niemcy urządzili we wsi obóz pracy dla Żydów. W końcu 1944 roku teren gminy stał się miejscem działań radzieckich grup partyzanckich zrzucanych na tyły frontu. W drugiej połowie stycznia 1945 roku połączone grupy partyzanckie, pod dowództwem Sergiusza Iliaszewicza i Mikołaja Kozubowskiego zajęły Grodziec. Wkrótce potem do wsi wkroczyły oddziały Armii Czerwonej.
W okresie PRL-u we wsi powstał zakład rolny należący do PGR Maliniec, Rolnicza Spółdzielnia Produkcyjna, baza maszynowa Spółdzielni Kółek Rolniczych oraz Zasadnicza Szkoła Rolnicza.

## Zabytki
- Kościół neogotycki z końca XIX wieku.
- Ruiny kościoła ewangelickiego z 1866 (spalonego w 2000 roku)[7].
- Zespół pałacowo-parkowy: pałac(inne języki) pochodzi z drugiej połowy XVIII wieku; jego ostatnim właścicielem był Stanisław Kwilecki[6][10]; powierzchnia parku wynosi 11,1 ha.

## Wspólnoty wyznaniowe
- Kościół rzymskokatolicki:
  - parafia św. Wojciecha Biskupa i Męczennika
- Świadkowie Jehowy:
  - zbór Grodziec[11].

## Ludzie związani z Grodźcem
- Alfons Erdman – poseł na Sejm Ustawodawczy
- arcybiskup Bronisław Dąbrowski.
- Stefan August Loth  – polski piłkarz, pomocnik oraz trener, długoletni zawodnik warszawskiej Polonii, podpułkownik dyplomowany piechoty Wojska Polskiego.
- Józef Spleszyński (1806-1879), w l. 1832-1839 proboszcz parafii luterańskiej w Grodźcu, potem superintendent generalny kościoła ewangelicko-reformowanego w Królestwie Polskim